# Elaphoglossum latum
Elaphoglossum latum là một loài thực vật có mạch trong họ Lomariopsidaceae. Loài này được (Mickel) Atehortúa ex Mickel mô tả khoa học đầu tiên năm 1992.